# Jonas Selggrens sanatorium

Jonas Selggrens sanatorium, idag Selggrensgården,  var den tidigare landstingsfria staden Gävles tuberkulosanstalt, belägen på en barrskogsklädd sandås i stadsdelen Strömsbro. 
Rektor Jonas Selggren (1806–1896) vid Gävle högre elementarläroverk hade donerat en stor summa, vars avkastning  fick användas för något för samhället nyttigt ändamål. Gävles stadsarkitekt Erik Alfred Hedin ritade sanatoriet som invigdes 1910. Det hade ursprungligen 45 vårdplatser. Tbc-patienter från Moheds och Bollnäs sanatorier överfördes till Selggrens 1962, varefter sanatoriet fungerade som centralsanatorium för hela Gävleborgs län. Efter omvandlingen till lungklinik stängdes den 1975. Efter om- och tillbyggnader används lokalerna nu som äldreboende under namnet Selggrensgården.

## Överläkare
- Rikard von Post (1910-1927 (?))
- Teofilip Nyrén
- Gösta Helleberg
- Karl-Bertil Tegner